# Massepha absolutalis
Massepha absolutalis är en fjärilsart som beskrevs av Walker 1859. Massepha absolutalis ingår i släktet Massepha och familjen Crambidae. Inga underarter finns listade i Catalogue of Life.